# Hvaler
Hvaler ist eine norwegische Kommune in der Provinz (Fylke) Østfold.
Sie liegt an der östlichen Seite des Eingangs des Oslofjords. Als typische Schärenlandschaft besteht sie aus mehr als 800 flachen Inseln aller Größenordnungen. Im Süden und Südosten grenzt Hvaler an Schweden.
Die wichtigsten Inseln sind Vesterøy, Asmaløy, Spjaerøy und Kirkeøy (auch: Kirkøy), letztere mit dem administrativen Zentrum Skjaerhalden. Vesterøy hat am Utgaardskilen den bedeutsamsten Fischanlandeplatz Südostnorwegens.

## Geschichte
Auf Hvaler finden sich an verschiedenen Orten Spuren frühgeschichtlicher Ansiedlungen. Auf der zu Hvaler gehörigen Insel Herføl befindet sich das längste bislang gefundene Geröllgrab aus der Bronzezeit mit 100 m Länge und 7 m Breite. Auf Kirkeøy (von Kirke, norw. für Kirche) befindet sich eine der ältesten Kirchen romanischen Stils Norwegens, die um 1000 n. Chr. errichtet wurde. Unter dem gemauerten Gebäude sind Spuren eines noch älteren Gebäudes festgestellt worden. Unklar ist, wer die Kirche errichten ließ, einer Sage nach wurde sie von schottischen Fisch- und Walfängern erbaut.
Aufgrund der Nähe zum heutigen Nachbarland Schweden war Hvaler sowohl in der Zeit der Wikinger als auch bis in die Neuzeit von gewisser militärstrategischer Bedeutung. Neben der Insel Akerøy, Vesterøy südlich vorgelagert, wurde Mitte des 17. Jahrhunderts eine Festung errichtet, die feindliche Schiffsanläufe aus dem Süden verhindern sollte. Sie war jedoch nie in Kämpfe verwickelt und wurde etwa 1850 als Zielobjekt für Marineübungen verwendet und zerstört. Die Festung ist heute aber weitgehend restauriert.

## Wirtschaft und Verkehr
Nach wie vor ist der Fischfang, insbesondere von Garnelen, ein wichtiger wirtschaftlicher Zweig, heute spielt aber auch der Ferienhaustourismus in den Sommermonaten eine bedeutsame Rolle. Die Bevölkerungszahl beträgt im Winter ca. 3.700 Menschen, im Sommer bis zu 30.000.
Flora und Fauna auf Hvaler sind aufgrund des vergleichsweise milden Klimas sehr vielfältig. So spielte der Obstanbau früher auch eine gewisse Rolle, heute aber nicht mehr. Einige Teile der Inselgruppe sind Naturschutzparks. Das Meer vor der Insel wurde im Jahr 2009 zum Ytre-Hvaler-Nationalpark erklärt. Die Inselgruppe besteht hauptsächlich aus Granit. Es entwickelte sich ab etwa 1900 eine zeitweilig bedeutsame Steinbruchindustrie, die heute aber nicht mehr existiert. Insbesondere aus Schweden kamen dafür Steinmetze.
Seit etwa 1970 ist die Inselgruppe über eine Straßenverbindung mit dem Festland verbunden, was den Zugang zu der in dieser Region wichtigsten Stadt Fredrikstad erleichtert. Kirkeøy ist seit 1989 mit dem unterseeischen Hvalertunnel mit dem Rest des Archipels verbunden. Diese Maßnahmen haben deutlich dazu beigetragen, dass die Entvölkerung der Inselgruppe nicht erfolgt.

Einwohnerentwicklung

## Persönlichkeiten
- Egil Abrahamsen (1923–2023), Schiffsingenieur und Geschäftsmann